# Харюшина
Харю́шина — деревня в Соликамском районе Пермского края России. Входит (с 2019 г.) в муниципальное образование Соликамский городской округ.

## География
Деревня Харюшина расположена между деревней Тренина (+3,5 км) и деревней Чёрное (+3,2 км). Деревня удалена от города Соликамск на 12 км. В нижней (южной) части деревни протекает река Усолка, в среднем её течении, (в 1790 году река именовалась Бакалдихой). В верхней (северной) части расположена главная дорога, связывающая транспортное сообщение из города Соликамск в село Половодово.

### Уличная сеть
- Березовая ул.
- Нагорная ул.
- Центральная ул.
- Пионерская ул.

## История
Первое упоминание о деревне Харюшина приходится на 1579 год. Согласно Первой переписи Перми Великой из Писцовой книги Ивана Яхонтова: «Пашни двадцать девять четвертей, перелогу четыре чети в поле, а в дву потому же; земля середняя; лесу пашеннаго пять десятин; сена по речке по Усолке, на Харюшине селище и по заполью сто двадцать копен».
Второе упоминание о деревне Хорюшина приходится на 1623—1624 годы. Согласно Соликамским писцовым книгам Михаила Кайсарова Хорюшина было тем же селищем: «И всего 51 двор пашенных крестьян, да 4 двора безпашенных, да 2 двора бобыльских; а людей в них 75 человек, да 3 двора пустых, да место дворовое. Пашни пахатныя середния земли 204 чети и с отхожими пашнями, да перелогом 100 четей; лесу пашеннаго 40 дес. сена, по реке по Каме и по реке по Усолке, и на Хорюшине селище 595 копен».
Почти в пять раз была увеличена заготовка сена за 44 года. Такой экономический подъём был обусловлен открытием в 1597 году Бабиновской дороги. Дорога идеально проходила через эту деревню.
Далее, Харюшина упоминается в Атласе Соликамского уезда Пермской Губернии, как д. Гарюшина. Атлас был освидетельствован землемером Коллежским Регистратором А.Земляникиным в 1790 году, а какого года сам Атлас не известно. Уже в последующих источниках, а именно в метрических книгах, деревня именуется деревней Харюшиной (жен.р.), начиная с 1800 года. Более раннее упоминание в метрических книгах отсутствует. Примечательно, что в период с 1821 по 1831 годы деревня Харюшиной по территориально-административному признаку относилась к Харюшинской сотне Половодовской волости. На этот факт так же указывают метрические книги того времени.
Исторически сложилось, что название деревни насчитывает три вариации в разные эпохи: Харюшина, Хорюшина, Гарюшина. Написание текстов зачастую зависело от произношения опрашиваемых. Писцовые и метрические книги в основном писали со слов жителей, населявших деревню. А Коллежские регистраторы (наиболее знакома эта должность русскоязычному читателю по повести Александра Пушкина «Станционный смотритель»), так было принято, занимались больше подсчетом и замерами. Уровень образования коллежских регистраторов и работа с документами на месте так же могли повлиять на отражение информации.
До 1 января 2019 гг. деревня входила в муниципальное образование «Соликамский район». Когда муниципальный район был упразднен, то все входившие в его состав поселения, включая Половодовское сельское поселение, были упразднены и объединены с городским округом в новое единое муниципальное образование городской округ Соликамский.

## Население
| 2010 |
| ---- |
| 50   |

## Инфраструктура
26.09.2020 открыт памятник участникам Великой Отечественной войны